# Parafia wojskowa św. Jana Pawła II w Warszawie-Wesołej
Parafia wojskowa św. Jana Pawła II w Warszawie – rzymskokatolicka parafia wojskowa w dzielnicy Wesoła, w Warszawie, podporządkowaną bezpośrednio Wikariuszowi Biskupiemu ds. Koordynacji Pracy Dziekanów. 

## Opis
Została erygowana 1 lipca 1993 jako parafia wojskowa pod wezwaniem św. Andrzeja Boboli. W dniu 2 października 2011 otrzymała nowe wezwanie – św. Jana Pawła II. Do roku 2012 parafia należała do Warszawskiego Dekanatu Wojskowego.
Proboszczem jest ks. płk Grzegorz Krupski - Dziekan Wojsk Lądowych Ordynariatu Polowego WP. Obsługiwana przez księży diecezjalnych.